# Vimenet
Vimenet ist eine französische Gemeinde im Département Aveyron in der Region Okzitanien. Sie gehört zum Kanton Lot et Palanges im Arrondissement Rodez.

## Geografie
Die Gemeinde Vimenet liegt auf dem Plateau der Causse de Sévérac, etwa 32 Kilometer östlich von Rodez. Sie grenzt im Nordosten an Saint-Martin-de-Lenne, im Südosten an Sévérac d’Aveyron, im Südwesten an Gaillac-d’Aveyron, im Westen an Palmas d’Aveyron und im Nordwesten an Pierrefiche. Die Bewohner nennen sich Vimenettois.

## Bevölkerungsentwicklung

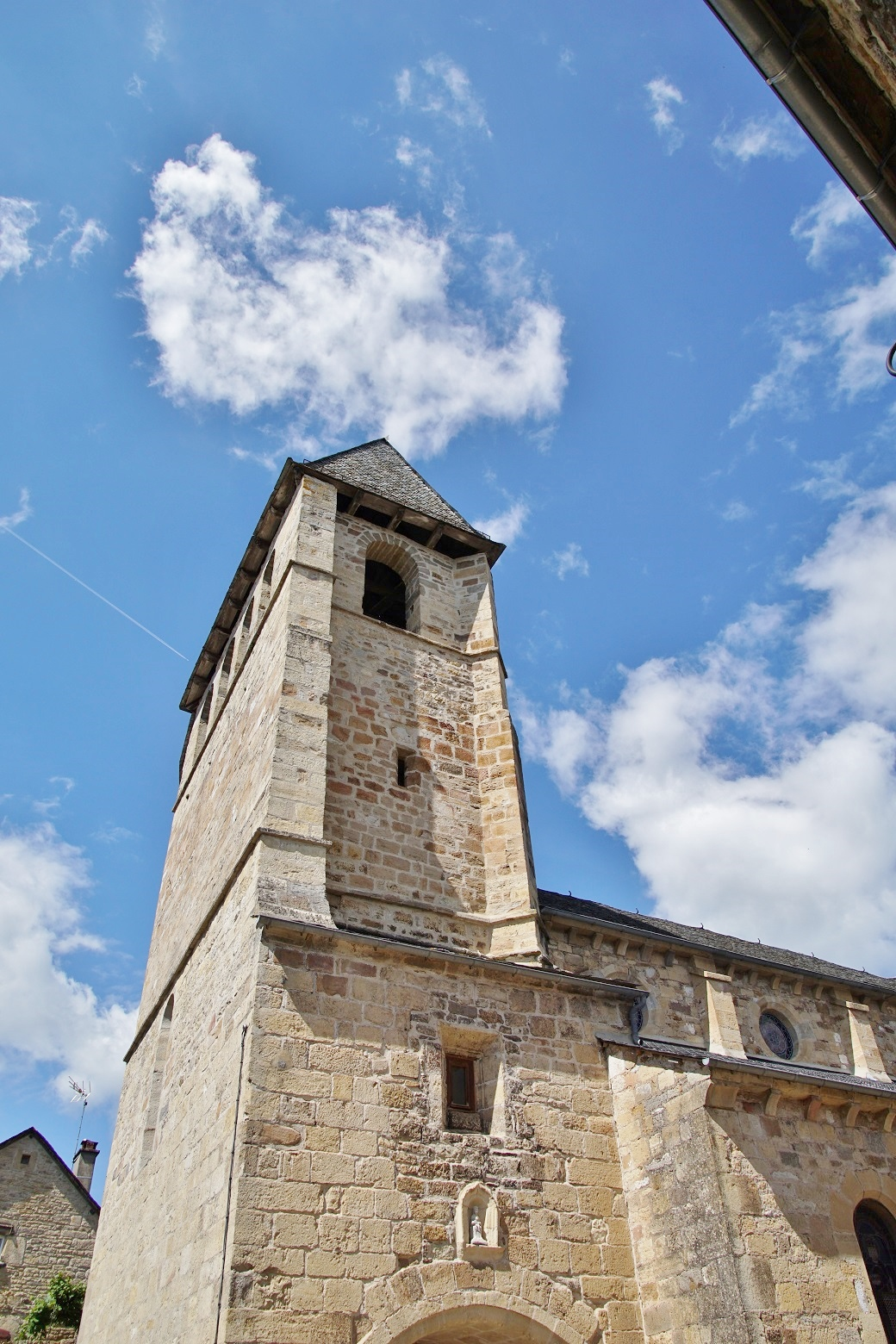
Turm der Kirche Saint-Julien

| Jahr      | 1962 | 1968 | 1975 | 1982 | 1990 | 1999 | 2008 | 2019 |
| --------- | ---- | ---- | ---- | ---- | ---- | ---- | ---- | ---- |
| Einwohner | 386  | 343  | 275  | 263  | 243  | 233  | 254  | 249  |